# Salsolinol
Salsolinol – organiczny związek chemiczny, produkt kondensacji dopaminy z aldehydem octowym, powstaje w organizmie przy regularnym spożywaniu alkoholu.
Sugerowano, że może mieć udział w powstawaniu uzależnienia od alkoholu etylowego. W doświadczeniach na szczurach wykazano, że podanie salsolinolu do pola brzusznego nakrywki (VTA) wywołuje aktywację lokomotoryczną, a efekt ten jest blokowany przez naltrekson.